# KHC Leuven in het seizoen 2017/18
Dit artikel beschrijft hockeyploeg KHC Leuven in het seizoen 2017-2018 bij de dames.

## Dames
| Doelvrouw |                      |           |
| 1         | Nathalie Tack        | België    |
| Spelers   |                      |           |
| 3         | Noémie De Cocker     | België    |
| 4         | Eugénie Van Hees     | België    |
| 5         | Géraldine Chardome   | België    |
| 7         | Nikki Coorens        | België    |
| 8         | Romane Vanden Dael   | België    |
| 9         | Lieselotte Van Lindt | België    |
| 11        | Laetitia Commeyne    | België    |
| 12        | Amanda Woodcroft     | Canada    |
| 13        | Lauren Vanhee        | België    |
| 14        | Caroline Corthouts   | België    |
| 15        | Marie Vassart        | België    |
| 17        | Rachel Donohoe       | Canada    |
| 19        | Mariona Fito Morena  | Spanje    |
| 20        | Luca Van Havenbergh  | België    |
| 21        | Lyne Van Dieren      | België    |
| 22        | Brienne Stairs       | Canada    |
| 23        | Margaux Paulus       | België    |
| 24        | Sofie Scheers        | België    |
| 26        | Stephanie Norlander  | Canada    |
| 29        | Alix Perrocheau      | Frankrijk |
| Coach     |                      |           |
|           | Jérôme Dekeyser      | België    |

 = aanvoerder